# Belegiš
Belegiš (v srbské cyrilici Белегиш) je vesnice v Srbsku, administrativně součást města Stara Pazova. Nachází se východně od města, na břehu řeky Dunaje, severně od Starých Bánovců. V roce 2011 zde bylo při sčítání lidu evidováno 2973 obyvatel.
V Srbsku je obec známá díky archeologickým vykopovkám v okolí, které daly vzniknout tzv. Belegišské kultuře. Současná obec vznikla v 17. století. Roku 1731 zde byl zbudován kostel, dochovaný do současné doby. V té době zde stálo již 230 domů.
V obci se také narodila i partyzánka Vera Miščević, která se účastnila bojů za osvobození Srbska a padla v boji. V obci má svůj památník.